# Grigorij Nowicki
Grigorij Pietrowicz Nowicki, ros. Григорий Петрович Новицкий (ur. 22 stycznia 1885 w Sankt Petersburgu, zm. ?) – rosyjski poeta, pisarz, leśnik, emigrant.
Ukończył Instytut Sierot w Gatczynie, a następnie Instytut Leśny w Sankt Petersburgu. W 1908 roku zadebiutował zbiorem wierszy pt. „Zażżonyje biezdny”. Następnie napisał romans pt. „Mnie każetsia, czto ja tiebia lublu”, który został przetłumaczony na francuski. W 1910 roku opublikował manifest nowego kierunku w sztuce nazwanego senseryzmem, po czym rozpoczął wydawanie pisma pt. „Senserizm. Uniwiersalnyj organ sowriemiennogo iskusstwa”. Po wybuchu I wojny światowej zmobilizowano go do armii rosyjskiej. Służył w wojskowym polowym zarządzie leśnym jako kierownik robót leśnych. Pod koniec 1918 roku wyjechał do Polski. Od 1919 roku wydawał w Warszawie gazetę „Echo” (przemianowaną na „Russkoje echo”). Opublikował ponadto 2 numery almanachu „Ruś”. W 1921 roku przeniósł się do Niemiec. Do 1923 roku w Berlinie wydawał tygodnik „Czto diełat´?”. Następnie przybył do Francji, gdzie zamieszkał w Paryżu. Pracował jako szofer, potem założył pasiekę i sprzedawał miód. W latach 1937–1939 wydawał gazetę „Ruś”. W latach 50. rozpoczął tworzyć kompozycje muzyczne. Był autorem romansów. Występował na wieczorkach białej emigracji rosyjskiej jako konferansjer. Dalsze jego losy są nieznane.